# Лошкарёвка (Софиевский район)
Лошкарёвка (укр. Лошкарівка) — посёлок,
Николаевский сельский совет,
Софиевский район,
Днепропетровская область,
Украина.
Код КОАТУУ — 1225284407. Население по переписи 2001 года составляло 278 человек.

## Географическое положение
Посёлок Лошкарёвка находится на расстоянии в 1 км от левого берега реки Базавлук,
примыкает к селу Николаевка.
Рядом проходят автомобильная дорога Т-0432 и
железная дорога, станция Лошкаровка.
Мѣстность эту — древнѣйшее, старинное запорожское займище— съ огромнымъ пространствомъ земли около 1780 года пріобрѣлъ себѣ въ собственность Новороссійской губернской Канцеляріи чиновникъ, надворный совѣтникъ Сергѣй Лазаревичъ Лашкаревъ. На пріобрѣтенной землѣ основавъ слободу, въ память своего рода назвавъ её Лашкаревкою- это село Лошкарёвка Никопольского р-на.
В 1913 г. приступили к сооружению железнодорожной линии Мерефа — Херсон. Линия проходила через владения Лашкарёва, по этому станция устроенная на данной территории (Координаты: 47°58’30"N 34°10’22"E)получила название Лашкарёвка, позже Лошкарёвка. Более интенсивно стала заселяться после второй мировой войны. В 1923 году образован Софиевский район. В июле 1930 года село Чемеринское (Сталиндорф, Сталино, ныне — Жовтневое) стало районным центром. В 1961 году районный центр опять был перенесен в Софиевку.
Ныне станция Лошкарёвка имеет пять улиц: Привокзальная, Молодёжная (П.Морозова), Шевченка , Урожайная и Полевая.